# Ribbensalamander
De ribbensalamander (Pleurodeles waltl) is een salamander uit de familie echte salamanders (Salamandridae). De salamander dankt zijn Nederlandse naam aan de vorm van verdediging waarbij hij zijn scherpe ribben letterlijk dwars door de huid steekt.
De ribbensalamander is na de olm de grootste Europese salamander. De soort is te herkennen aan de korrelige huid, het zwaar gebouwde lichaam en de afgeplatte kop. De ogen liggen in vergelijking met andere salamanders meer aan de bovenzijde van de kop.
De soort komt voor in zuidelijk Europa op het Iberisch Schiereiland en in noordelijk Afrika in delen van Marokko. De salamander is sterk aan water gebonden en kan anders dan veel andere salamanders hierin het gehele jaar leven. Het voedsel bestaat uit kleine ongewervelden zoals insecten. Belangrijke vijanden zijn in het water jagende slangen zoals de toornslangachtigen uit het geslacht Natrix.
De ribbensalamander is eenvoudig in gevangenschap te kweken. De salamander is wereldwijd populair als huisdier en wordt daarnaast veel gebruikt als modelorganisme in biologisch onderzoek. Zo is verscheidene malen in ruimtevluchten onderzocht hoe biologische processen bij het dier verlopen in een omgeving zonder zwaartekracht.

## Taxonomie en naamgeving
De ribbensalamander is de grootste vertegenwoordiger van de familie echte salamanders of Salamandridae. De soort behoort tot de onderfamilie Pleurodelinae, de soortenrijkste onderfamilie van de familie echte salamanders. De ribbensalamander is een van de drie vertegenwoordigers van het geslacht ribbensalamanders (Pleurodeles). De andere twee zijn de Algerijnse ribbensalamander (Pleurodeles poireti) (Gervais, 1835) en de soort Pleurodeles nebulosus (Guichenot, 1850). De eerstgenoemde soort komt alleen voor in Algerije en de laatste komt daarnaast ook voor in Tunesië. De ribbensalamander wordt ondanks het versnipperde verspreidingsgebied niet verdeeld in ondersoorten.
De Nederlandse naam ribbensalamander is gebaseerd op het vermogen om de ribben als verdedigingswapen te gebruiken, zie onder het kopje verdediging. Andere Nederlandstalige namen die wel worden gebruikt voor deze soort zijn ribsalamander, Spaanse ribsalamander, Spaanse ribbensalamander en geribbelde salamander.
Ook in veel andere talen is de salamander vernoemd naar het gespecialiseerde verdedigingsmechanisme. Het Engelse sharp-ribbed newt betekent 'scherp-geribde salamander' en de Duitse naam Rippenmolch heeft dezelfde betekenis als de Nederlandstalige benaming.
In 1830 beschreef Karl Michahelles de ribbensalamander voor het eerst wetenschappelijk. De wetenschappelijke soortnaam wordt soms abusievelijk als Pleurodeles waltlii gespeld, naar een verouderde naam van de salamander. Er zijn verschillende verouderde wetenschappelijke namen bekend, die in de literatuur soms nog voorkomen. Een eerdere beschrijving van Bory de Saint-Vincent in 1828 als Salamandra funebris is ongeldig verklaard. Synoniemen van de ribbensalamander zijn in de uitklapbare tabel rechts weergegeven.

## Verspreiding en habitat

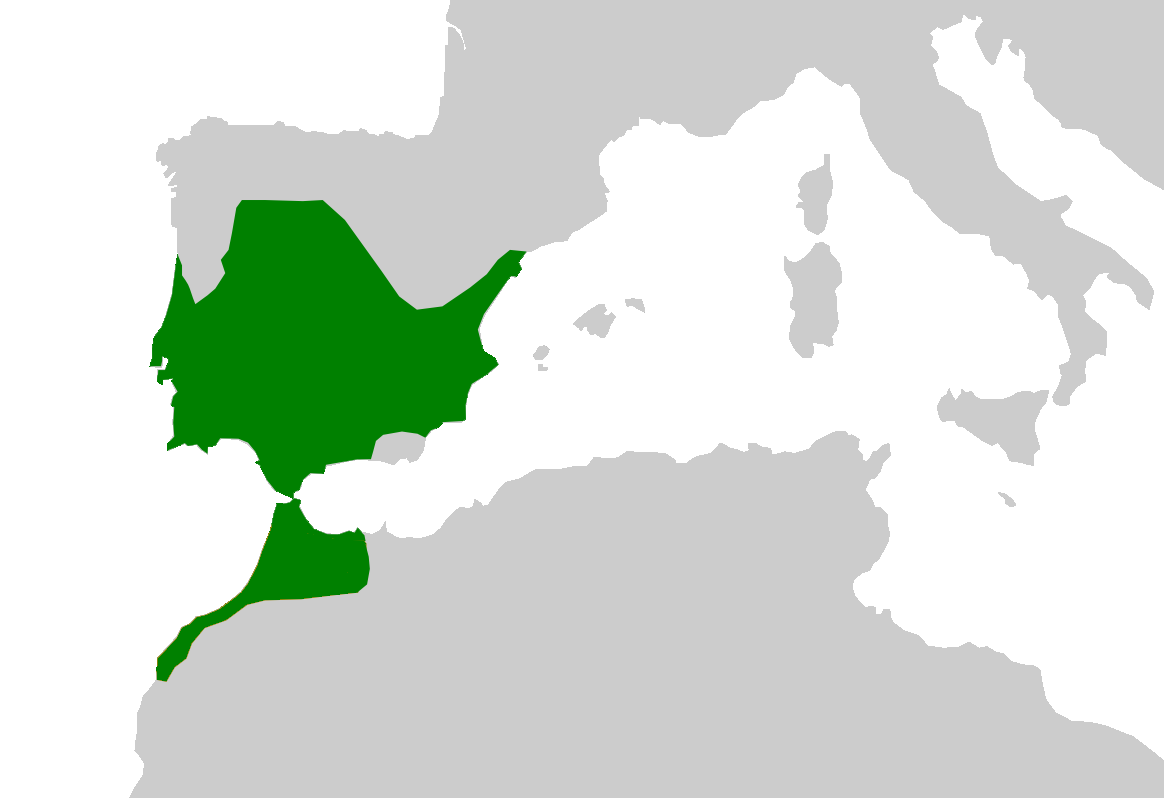
Verspreidingsgebied in het groen.

De ribbensalamander heeft een klein verspreidingsgebied en komt alleen voor in zuidwestelijk Europa en een klein deel van Afrika. De salamander leeft op het Iberisch Schiereiland in Spanje en Portugal. Op het Iberisch Schiereiland ontbreekt de salamander in het noorden en noordoosten, de populaties zijn vaak versnipperd. In het centrale deel van Spanje is de soort zeldzamer dan in het zuiden. In noordelijk Afrika komt de salamander alleen voor in Marokko. Het verspreidingsgebied in Marokko beslaat de noordelijke kuststrook en wordt in het oosten begrensd door het Rifgebergte en in het zuiden door de Hoge Atlas.
Wat betreft habitat is de ribbensalamander niet kieskeurig; de soort wordt voornamelijk in laaglanden aangetroffen maar kan ook leven in dennenbossen, schrale, steppe-achtige gebieden en door de mens gecultiveerd gebied. De soort wordt zelden gevonden op een hoogte van meer dan 900 meter boven zeeniveau. Een uitzondering zijn de populaties in het Spaanse Loja, Granada, die leven op een hoogte tot meer dan 1500 meter boven zeeniveau.
De ribbensalamander heeft een voorkeur voor langzaam stromend, helder en dieper water dat dichtbegroeid is met onderwatervegetatie. De salamander kan ook in tijdelijke wateren en stromend water worden aangetroffen. Zelfs door de mens aangelegde wateren zoals vijvers en waterbassins zijn geschikt als habitat. De ribbensalamander kan tegen brakwater en tegen organische vervuiling.

## Uiterlijke kenmerken

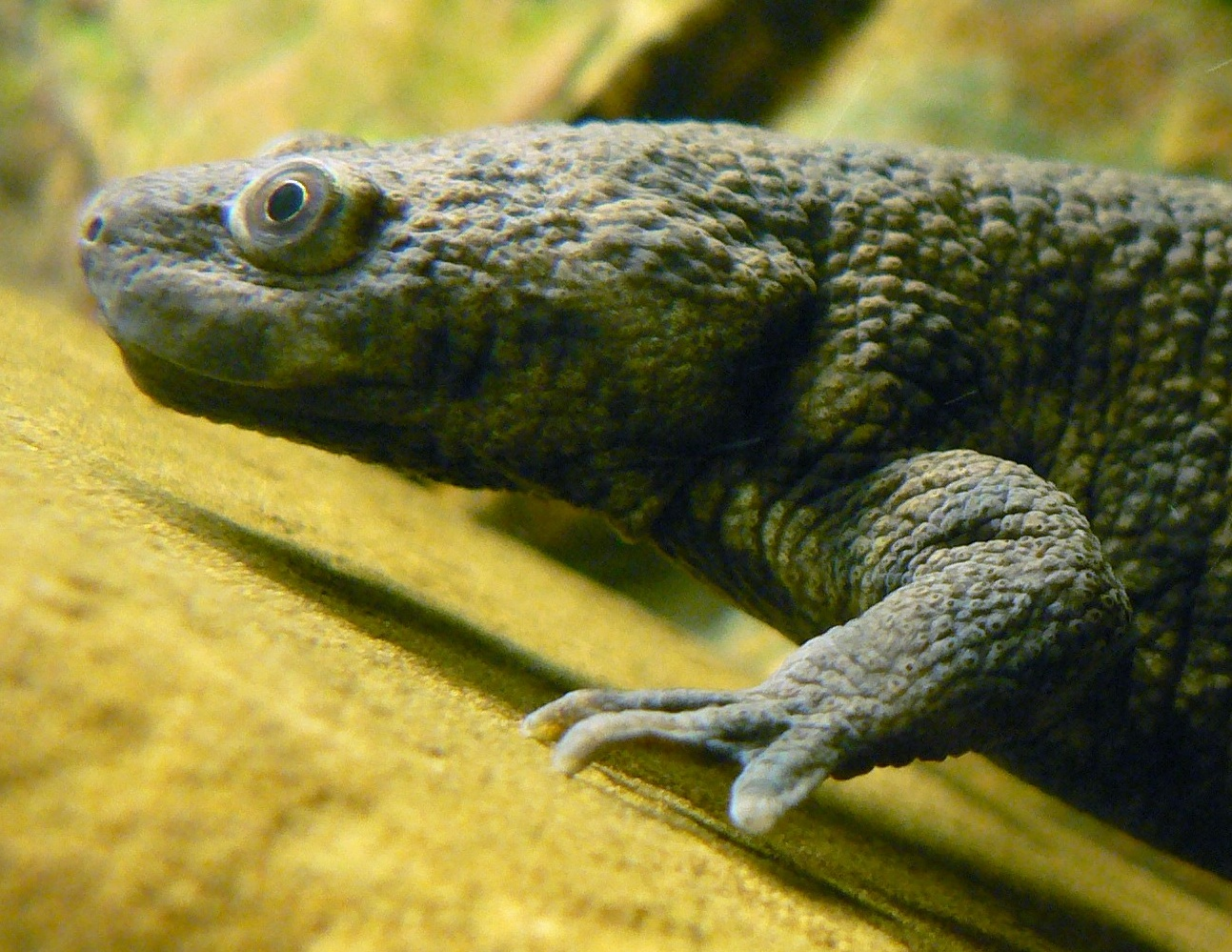
De bovenlip van de afgeplatte kop heeft een overbeet, de ogen zijn aan de bovenzijde geplaatst.

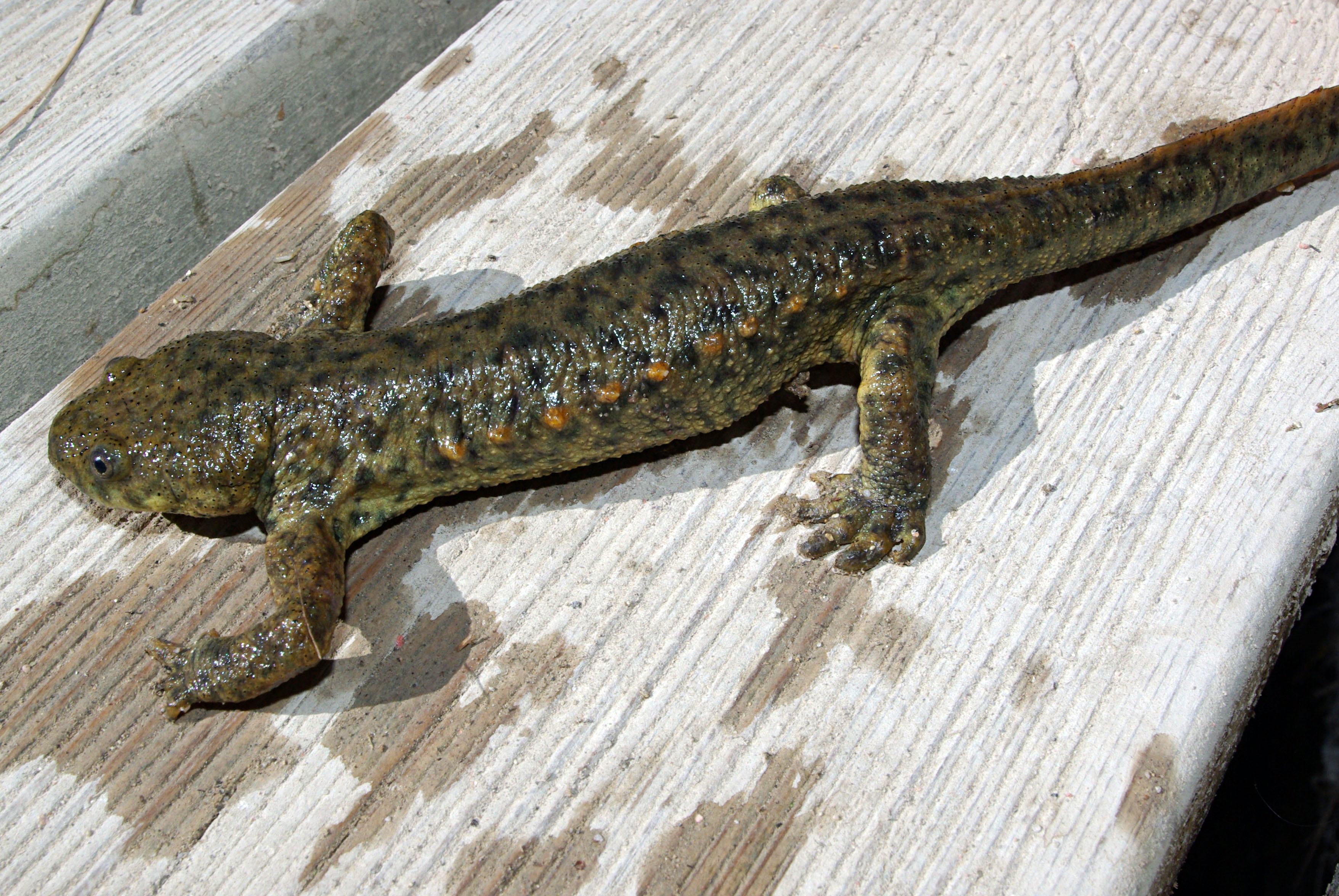
De oranje rij gifklieren is duidelijk zichtbaar.

De ribbensalamander bereikt meestal een lengte van ongeveer 20 centimeter maar uitschieters kunnen meer dan 30 centimeter lang worden en hiermee is het op de grottenolm na de grootste Europese amfibie. De mannetjes worden maximaal 31 centimeter lang, de vrouwtjes blijven gemiddeld wat kleiner en kunnen een lichaamslengte bereiken tot 28 cm.
De ribbensalamander heeft een gedrongen lichaam en een afgeplatte bouw, een rugkam ontbreekt. Met name de kop is sterk afgeplat, de bek is relatief breed. Wat direct opvalt aan de kop zijn de kraalachtige ogen die meer aan de bovenzijde van de kop zijn gepositioneerd maar ook relatief ver naar voren geplaatst zijn. De bovenlip heeft aan de zijkanten een duidelijke overbeet waarbij de huid van de bovenlip over de onderlip hangt.
De lichaamskleur is variabel, de meeste exemplaren zijn grijs tot bruin, sommige exemplaren neigen meer naar geelachtig of olijfgroen of zijn zwart van kleur. Over de gehele bovenzijde van het lichaam zijn donkere, onregelmatige vlekken aanwezig die per individu variëren. De buikzijde is lichter tot crèmekleurig en is vaak voorzien van donkere vlekken tot een marmertekening. De meeste exemplaren kleuren naarmate ze ouder worden steeds donkerder. Soms komt leucisme voor, waarbij pigmentatie is verminderd en het lichaam een witte kleur krijgt. De huid is door de vele donkere verhoornde insluitingen korrelig en is voorzien van vele huidklieren wat voor een wrattig uiterlijk zorgt. De huidklieren bestaan uit twee typen; de slijmvormende klieren dienen om de huid niet te laten uitdrogen en zijn willekeurig over de huid verspreid. De gifklieren daarentegen zijn op de lichaamsdelen te vinden die het vaakst worden gegrepen door predatoren zoals de nek, rug en bovenzijde van de staart.
Kenmerkend voor de ribbensalamander is een rij duidelijk verdikte klieren, iedere klier is duidelijk te zien door een opvallende gele tot oranjerode kleur. Soms is de klierrij gelegen in een gekleurde streep op de flank die in de regel niet zo felgekleurd is als de klierknobbels zelf. Bij andere exemplaren steekt de kleur van de knobbels nauwelijks af tegen de lichaamskleur. De positie van iedere gekleurde knobbel correspondeert met een van de puntige uiteinden van de ribben en het zijn er altijd acht tot tien. In geval van bedreiging wordt het lichaam afgeplat waarbij de scherpe, omhoog gerichte punten van de ribben dwars door de huid steken en hierbij de gifklier penetreren. De salamander heeft hier zelf geen last van, zie ook onder verdediging.
De staart is dik en minstens even lang als het lichaam inclusief kop. De staart van een mannetje is verhoudingsgewijs iets langer dan die van een vrouwtje. De staart is sterk zijdelings afgeplat en draagt in de waterfase altijd een staartzoom, zowel bij de mannetjes als de vrouwtjes. De onderste staartzoom heeft een geeloranje kleur, overeenkomstig met de gekleurde wratjes op de flanken. De bovenste staartzoom heeft dezelfde kleur als de rest van de staart.

### Geslachtsonderscheid
Mannetjes en vrouwtjes kennen in vergelijking met andere watersalamanders geen sterke seksuele dimorfie en zijn moeilijk uit elkaar te houden. De voorpoten van de mannetjes zijn langer en met name in de voortplantingstijd sterk gezwollen, ook is de staartbasis iets breder dan die van het vrouwtje. Mannetjes krijgen in de voortplantingstijd geen rugkam en ook de kleuren slaan niet om, zoals dat voorkomt bij andere in het water levende salamanders zoals de kleine watersalamander (Lissotriton vulgaris).
In de paartijd ontwikkelen de mannetjes net als andere watersalamanders bolle, van stekels voorziene structuren aan de binnenzijde van de voorpoten. Deze heten copulatieborstels en dienen om een vrouwtje beter vast te houden gedurende de paargreep (amplexus). Bij de mannetjes zwelt ook de cloaca duidelijk op en kleurt donker tot zwart. De cloaca van het vrouwtje is altijd vlak en lichter van kleur. Mannetjes hebben soms een oranjerode gloed over het lichaam, maar dit komt niet bij alle exemplaren voor.

### Onderscheid met andere soorten
De volwassen salamander is binnen Europa door de lichaamsgrootte, de korrelige huid en de vaak opvallende knobbels op de flanken met geen enkele soort te verwarren. Buiten Europa komen nog twee Pleurodeles-soorten voor; Pleurodeles poireti uit Algerije en Pleurodeles nebulosus die naast Algerije ook in Tunesië voorkomt. Beide soorten blijven echter kleiner, respectievelijk 18,5 en 23 centimeter. Van deze twee soorten is het verschijnsel dat de ribben de huid kunnen penetreren niet waargenomen.

## Levenswijze
De ribbensalamander is meestal schemeractief maar kan ook wel overdag foeragerend worden aangetroffen in het water. Meestal houden de dieren zich echter schuil tussen de waterplanten of onder ondergedoken objecten als stenen om pas in de schemering tevoorschijn te komen. De ribbensalamander is een sterk aan water gebonden soort, die meestal het gehele jaar in het water doorbrengt. Alleen als een bron opdroogt moet de salamander noodgedwongen op het land vertoeven. De salamander schuilt onder stenen en houtblokken en andere vochtige plaatsen op het land om vochtiger tijden af te wachten. Op regenachtige dagen verlaat de salamander zijn schuilplaats en gaat op zoek naar een andere waterbron. De ribbensalamander houdt geen winterslaap, maar houdt in droge zomers wel een estivatie of 'zomerslaap'. De salamander is tot maximaal 200 meter van het oppervlaktewater aangetroffen.

### Voortplanting
De ribbensalamander kent twee paringen per jaar, de eerste keer vroeg in de lente en een tweede maal in de zomer. De balts en de paring vinden altijd in het water plaats. Als een koppeltje elkaar gevonden heeft, zwemt het mannetje onder het vrouwtje en drukt zijn kop tegen haar keel. Het mannetje omklemt vervolgens met zijn voorpoten die van het vrouwtje en zwemt een tijdje als een dubbeldekker met haar rond, dit kan uren tot maximaal twee dagen duren en heet de amplexus. Uiteindelijk zet het mannetje zijn spermatoforen af, zo'n 6 tot 7, door zijn cloaca tegen die van het vrouwtje te drukken. Het aantal eitjes dat jaarlijks wordt afgezet is afhankelijk van de grootte van het vrouwtje en loopt uiteen van ongeveer 150 tot 800 eitjes. Oudere en grote vrouwtjes kunnen tot 1300 eieren afzetten. De eitjes worden in kleine groepjes aan onderwaterplanten gehecht, ze zijn zo'n 1,5 tot 2 millimeter in doorsnede, het doorzichtige omhulsel is zo'n 6 tot 7 millimeter.

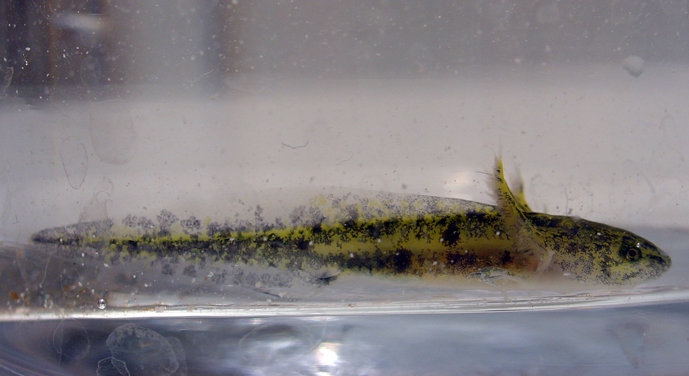
De larve van de ribbensalamander.

Als het embryonale eistadium is voltooid volgt het vrijzwemmende larvestadium, de larve is direct uit het ei ongeveer 11 tot 12 millimeter lang, na ongeveer een week beginnen ze te eten. De larven hebben een lichtbruine tot gelige kleur en hebben een donkerbruine vlekken- tot marmertekening. De buikzijde is lichter tot geel. De larven hechten zich aan de ondergrond met kleine hechtorganen. Ze zijn uit het ei iets langer dan een centimeter en worden in uitzonderlijke gevallen bijna 10 cm lang, maar blijven meestal tussen 7 en 8 cm. Ze zijn van andere Europese watersalamanders te onderscheiden aan de bovenste staartzoom die reikt tot op de kop, de onderste staartzoom loopt tot de achterpoten. De kop is relatief breed en de staartpunt is afgerond. De achterpoten ontwikkelen zich wat later dan de voorpoten.
Bij een lengte van 7 tot 8 centimeter vindt de metamorfose plaats waarbij de larven de kieuwen en de sterk vergrote staartzoom verliezen en al op de ouderdieren lijken. Het duurt echter nog ongeveer 16 maanden voor ze volwassen zijn en zich kunnen voortplanten. In de natuur kan de ribbensalamander meer dan 10 jaar oud worden. Van in gevangenschap gehouden exemplaren is bekend dat ze een leeftijd van meer dan 20 jaar kunnen bereiken.
De inwendige voortplantingsorganen zijn bij de ribbensalamander goed onderzocht in laboratoria. De [[Zoek dit woord op in WikiWoordenboek
Teelbal|testes]] van de mannetjes zijn met bindweefsel verbonden met de longen. Doordat de longen aan de voorzijde van het lichaam ontstaan en de gonaden aan de achterzijde en de organen sterk verschillende functies hebben, wordt de functie van de verbinding nog niet goed begrepen.

### Voedsel

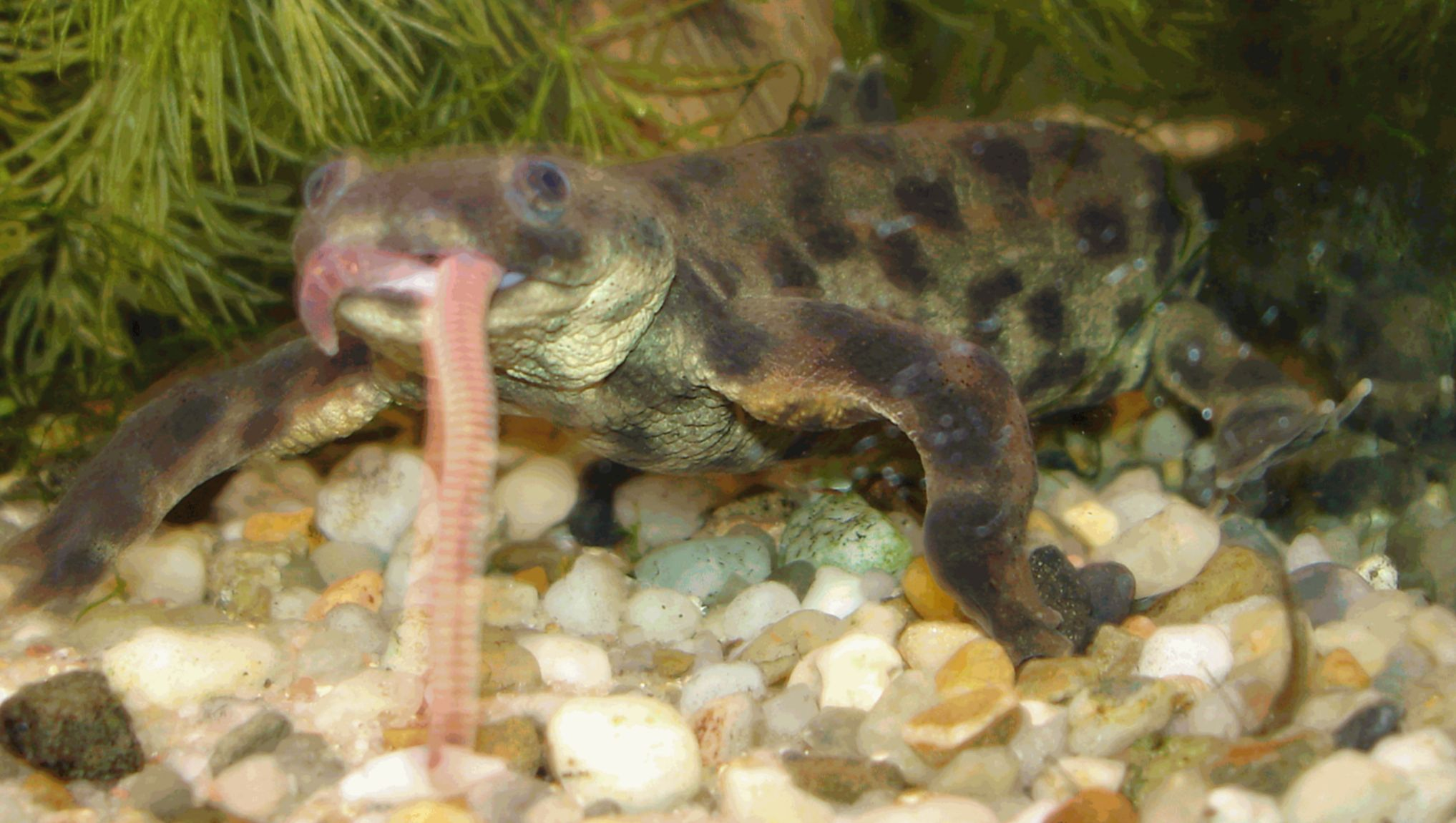
Een ribbensalamander met een buitgemaakte regenworm.

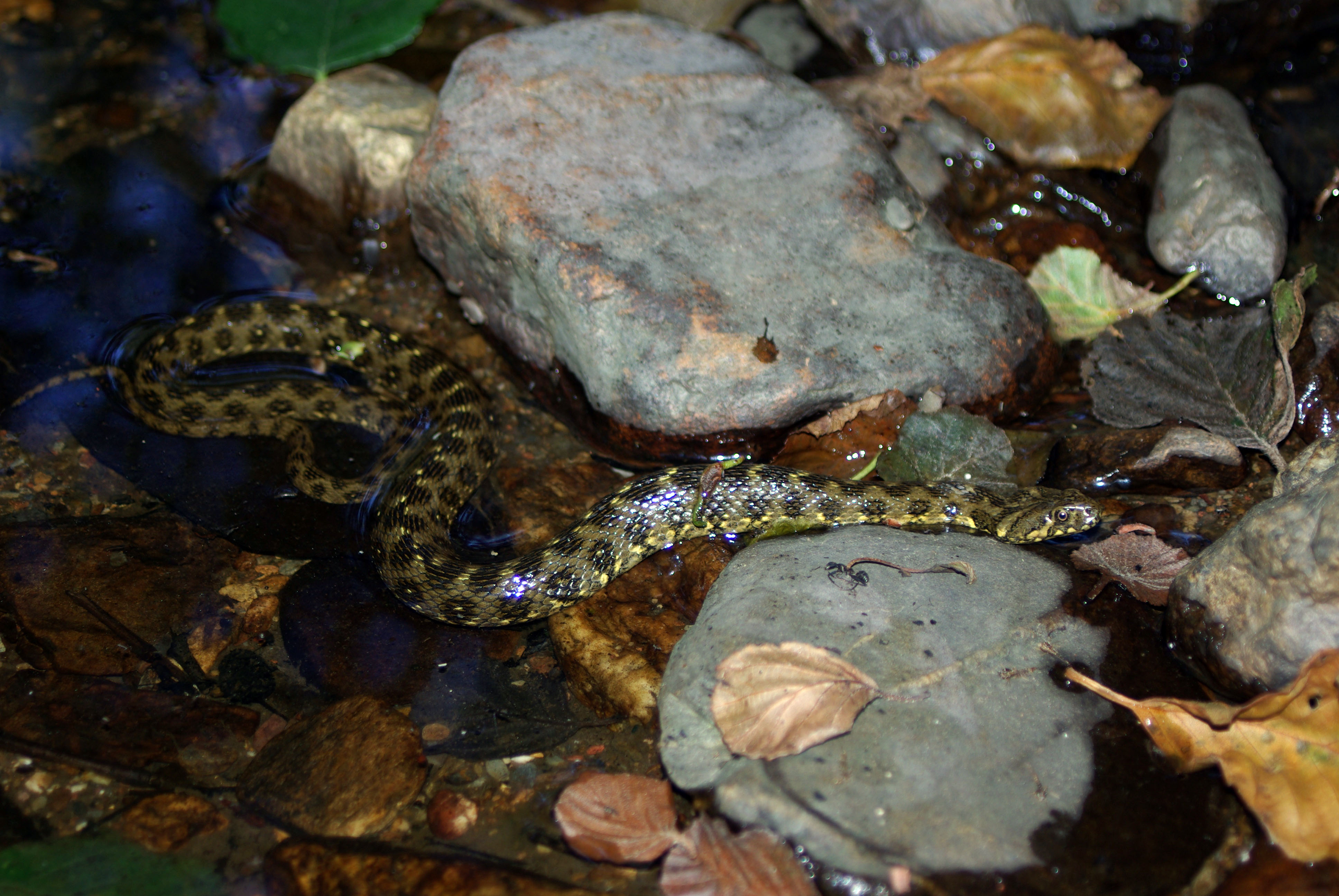
De adderringslang (Natrix maura) is een belangrijke vijand.

De larven van de ribbensalamander zijn carnivoor en jagen op kleine ongewervelde diertjes. Later schakelen ze over op grotere diertjes als watervlooien en kleine wormachtigen.
Volwassen exemplaren leven van insecten en de larven, kreeftachtigen, weekdieren en wormen. Ook de larven en juvenielen van andere amfibieën worden gegeten, zoals kikkervisjes. Ook kleinere soortgenoten worden niet ontzien; de ribbensalamander is net als andere salamanders kannibalistisch. Soms worden plantendelen gegeten maar deze maken slechts een klein deel uit van het menu. Omdat de salamander wat groter wordt, kan hij ook kleine gewervelden eten, zoals jonge slangen. De ribbensalamander slikt zijn prooi in één keer door, grotere prooien werkt hij met behulp van de voorpoten naar binnen.
Als er weinig prooidieren zijn kan de salamander lang zonder voedsel. In gevangenschap kunnen naast dieren als regenwormen, muggenlarven en maden ook kleine reepjes vlees worden gevoerd.

### Vijanden
Vijanden van de ribbensalamander zijn vooral grote vissen en slangen. In het bijzonder de op het water aangepaste toornslangachtigen uit het geslacht Natrix jagen op de salamander, zoals de adderringslang (Natrix maura). In sommige delen van het verspreidingsgebied komt de rode rivierkreeft (Procambarus clarkii) voor, een invasieve soort uit Noord-Amerika. Deze kreeft is erg berucht als verspreider van een schimmel die inheemse kreeften doodt, maar eet ook de eieren en larven van verschillende amfibieën op, waaronder die van de ribbensalamander. In het Portugese natuurreservaat Paul do Boquilobo is ontdekt dat de populatie gedecimeerd is als gevolg van de aanwezigheid van de kreeft.
Ook in water levende zoogdieren zoals de otter (Lutra lutra) eten de salamander, waarbij ze geen last hebben van het verdedigingsmechanisme van de salamander. Uit onderzoek naar een populatie in Spanje blijkt, dat de otters om de gifklieren te vermijden een wond maken in het borststuk van de salamander aan de buikzijde. De otter kan grote schade aanrichten in salamanderpopulaties waarbij vele dieren worden aangevreten. De salamanders zijn kwetsbaar als ze naar het water trekken voor de voortplanting.

### Verdediging
De ribbensalamander zal als hij een vijand waarneemt altijd proberen om in het water in te vluchten en zich te verstoppen in de onderwatervegetatie of in de modder. Als het dier op het land in het nauw wordt gedreven wordt door de huid een melkachtige, geurige substantie afgescheiden, vooral in de nek maar ook op de rug, de flanken en de bovenzijde van de staart. Daarnaast vertoont de ribbensalamander een sterk gespecialiseerde vorm van verdediging, waar ook de Nederlandse naam aan te danken is. Hierbij zet de salamander zich schrap tegen de ondergrond en wordt het lichaam gebogen en de kop en staart tegen de bodem gedrukt. Bij een dergelijke lichaamspositie worden de kwetsbare delen (keel en buik) verborgen en de van gifklieren voorziene delen van de huid (kop, rug en staart) getoond. De ribben worden naar voren bewogen, uit röntgenopnamen blijkt dat de hoek van de ribben ten opzichte van de ruggengraat met enkele tientallen graden kan toenemen. Hierdoor doorboren de puntige uiteinden van de ribben de huid en zijn zichtbaar als kleine, witte stekelachtige structuren. Omdat iedere rib door een van de vergrote gifklieren steekt, wordt het scherpe uiteinde van een laagje gif voorzien. Een predator zal niet alleen het gif moeten trotseren maar ook het doorslikken van de salamander is problematisch. De salamander kan door de stekels aan de flanken vast komen te zitten in de keel van een vijand. De salamander zelf heeft geen last van de doorboring van de huid. Als de salamander wordt opgepakt zal het dier proberen te bijten, of ook een piepend afweergeluid voortbrengen.
Het gif is al in kleine doseringen dodelijk bij muizen. Bij de mens heeft het secreet een sterk irriterende werking op de slijmvliezen. Vooral de ogen en de mondslijmvliezen kunnen bij mensen sterk geïrriteerd raken maar het gif is niet beschreven als gevaarlijk. Wel wordt aangeraden kleine kinderen uit de buurt te houden.
Jonge exemplaren vertonen een ander dreiggedrag; ze heffen de staart verticaal omhoog, waarbij deze zijwaarts heen en weer wordt bewogen.

Afbeeldingen: Verdediging
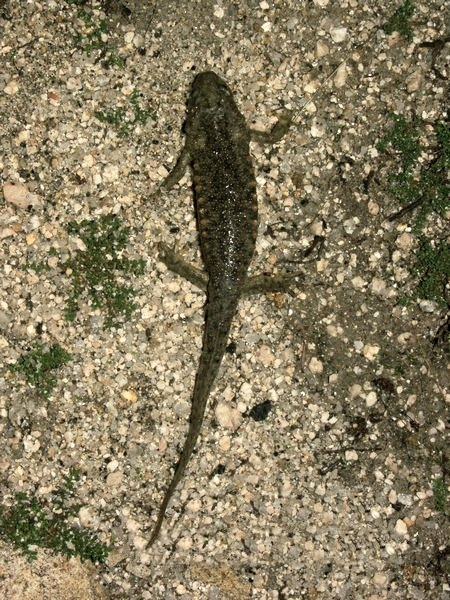
De ribsalamander is op het land kwetsbaar voor vijanden.
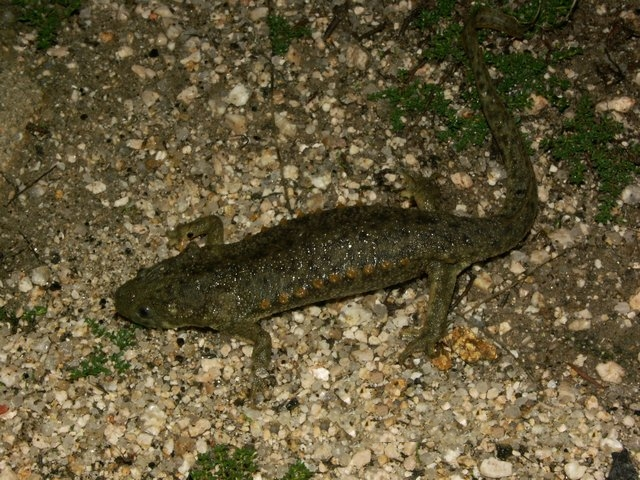
De salamander plat het lichaam af en drukt de kop en staart tegen de bodem.
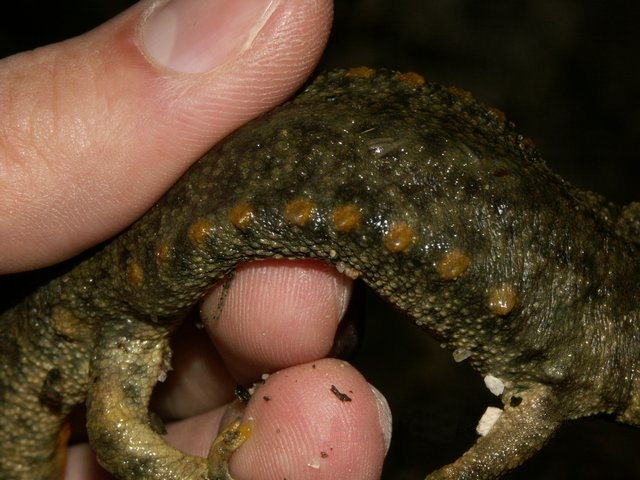
De punt van iedere rib correspondeert met een van de gifklieren.
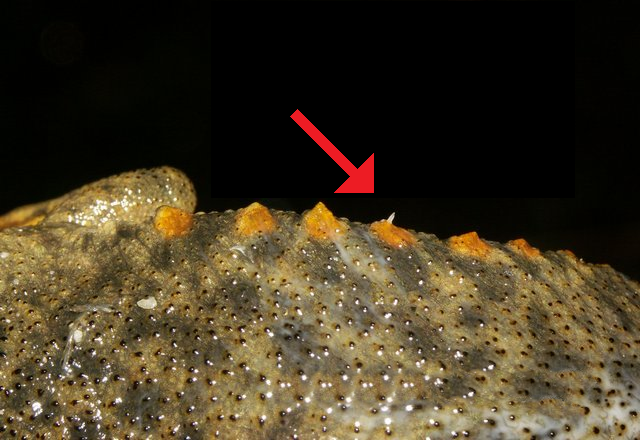
De ribben steken dwars door de huid als de salamander wordt bedreigd.

## In gevangenschap

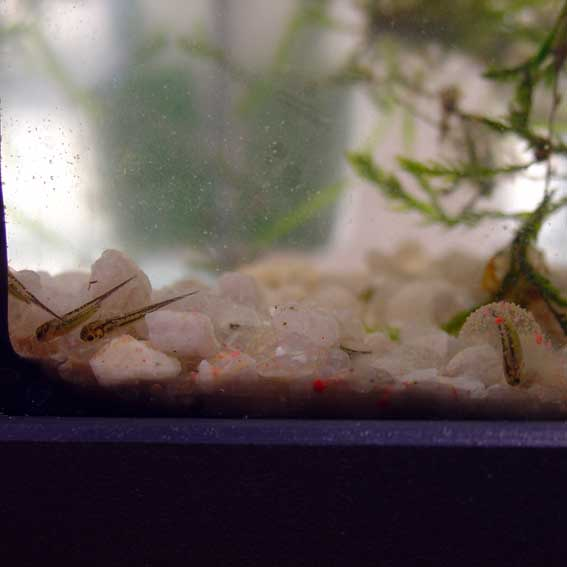
De ribbensalamander kan in gevangenschap worden gekweekt; hier enkele net uit het ei gekropen larven (linksonder) en een exemplaar dat nog in het ei zit (rechtsonder).

De ribbensalamander wordt veel in gevangenschap gehouden als exotisch huisdier. Met name het feit dat de salamander in beginsel aquatisch is maakt de soort populair omdat het dier in een aquarium kan worden gehouden. Het watergedeelte dient enige decimeters diep te zijn en voldoende mogelijkheid tot zwemmen bieden, ook dienen schuilplaatsen aanwezig te zijn zoals stenen en onderwaterplanten. Van de planten maakt hij ook gebruik om de eieren af te zetten. Toch is het aan te raden de natuurlijke omstandigheden na te bootsen en een landgedeelte aan te brengen. Als de salamanders in een aquarium zonder landgedeelte worden gehouden kunnen ze zich het gehele jaar door voortplanten. Dit lijkt een voordeel, maar een doorlopende voortplanting verkort hun leven drastisch. Exemplaren die jaarlijks gedurende enige maanden een rustperiode houden kunnen veel ouder worden.
Het voedsel bestaat uit kleine ongewervelden die men zelf kan vangen zoals regenwormen of in de dierenspeciaalzaak kan kopen zoals meelwormen, slingerwormen, muggenlarven, maden en ook regenwormen zijn hier vaak te koop. Ook kunnen kleine reepjes mager vlees, stukjes visfilet of gehakt worden gevoerd. De voedselbehoefte daalt sterk tijdens de wintermaanden, maar trekt weer aan als de dag- en nachttemperaturen hoger worden.
De salamander kan het best worden gehouden bij een watertemperatuur van 25 °C in een aquarium dat voorzien is van een landgedeelte, waarbij het landdeel niet kaal mag zijn, maar schuilplaatsen moet bevatten zoals stukken schors of mos. In de winter moet de watertemperatuur verlaagd worden naar 8 °C. Het best houdt men gedurende de zomer de salamander in een vochtig terrarium, om in de herfst weer in een paludarium te worden gezet, waarbij de salamander vrij snel het water opzoekt. Gedurende de winterperiode kan ook de daglengte worden verkort, als deze dan weer wordt verlengd voor de zomerperiode versterkt dit het natuurlijke gedrag. De start van het warme seizoen luidt ook de voortplantingstijd in, waarbij de dieren weer actief worden en ze hebben dan ook meer voedsel nodig.
Als men de dieren wil kweken, dan kan een koppeltje het best in een groter en dieper aquarium worden geplaatst dat dichtbeplant is met klein tot middelgroot-bladerige onderwatervegetatie. In de waterplanten zullen de eitjes worden afgezet. Als de vrouwtjes geen eitjes meer afzetten, dan moeten de eitjes naar een andere bak worden overgebracht, omdat ze anders worden opgegeten. Ook de larven moeten in verband met kannibalisme op grootte gescheiden worden, omdat ze elkaar anders opeten. De larven kunnen gevoerd worden met watervlooien en andere kleine zwemmende diertjes. Na enige tijd dulden ze grotere prooien.
Bij het hanteren van de salamander, wat men net als bij alle amfibieën zo min mogelijk moet doen, dient rekening te worden gehouden met de verdediging waarbij de 'giftige' ribpunten door de huid kunnen steken. Met name wildvang dieren vertonen de reflex, bij exemplaren die in gevangenschap worden gehouden wordt de afweerreactie zelden waargenomen.

## Onderzoek in de ruimte

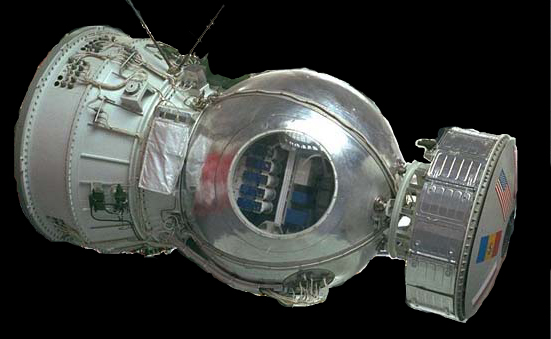
Een BION- ruimtecapsule waarin de ribbensalamander is onderzocht.

De ribbensalamander is een van de weinige diersoorten die meerdere keren in de ruimte heeft meegereisd. De salamander werd onderzocht in verschillende ruimtevaartuigen, vooral voor experimenten over het regeneratief vermogen. Net als andere amfibieën zijn salamanders in staat om beschadigde ledematen volledig te herstellen. Regeneratie komt bij de mens ook voor, zo is wondgenezing al een vorm van regeneratie. Ook spier- en orgaanweefsels kunnen zich bij zoogdieren tot op zekere hoogte herstellen, maar bij salamanders is het regeneratievermogen zo goed ontwikkeld, dat zelfs botstructuren als poten en staartwervels volledig kunnen worden gevormd na amputatie.
Het doel van het onderzoek naar regeneratie is om vast te stellen, of het ontbreken van zwaartekracht biologische processen zoals weefselherstel beïnvloedt. De salamanders zijn geschikt als onderzoeksgroep, omdat ze gemakkelijk in leven kunnen worden gehouden. De ontwikkeling verloopt langzaam en kan zo goed bestudeerd worden. Ook kunnen de vrouwtjes het sperma van mannetjes tot vijf maanden opslaan. Een vrouwtje dat op Aarde een spermatofoor heeft opgenomen kan later in de ruimte worden bevrucht met behulp van hormonen.
Onder andere aan boord van de capsule Biocosmos 7 werd de regeneratie van de ledematen van de salamanders gedurende dertien dagen bestudeerd.
Een van de bekendste studies werd in januari 1993 uitgevoerd aan boord van de Biocosmos 10. Van 15 exemplaren werd 15 dagen voor de vlucht een deel van de staart afgesneden. Ook de invloed van de start en landing van het ruimtevaartuig -waarbij grote krachten op de inzittenden worden uitgeoefend- werd meegenomen in het onderzoek. De controlegroep die op aarde verbleef, werd namelijk aan dezelfde temperatuur en lichtveranderingen blootgesteld als hun soortgenoten in de ruimte. De bevindingen zouden niet alleen van nut kunnen zijn voor de in de ruimte verblijvende mens maar ook inzichten over de celbiologie in het algemeen kunnen geven. Het bleek dat de exemplaren die in de ruimte waren geweest sneller waren genezen dan de controlegroep op Aarde. De missie mislukte deels omdat de temperatuur te hoog opliep tot 31 °C, wat slechts zes van de dieren overleefden. Ook werd de duur ingekort van 15 dagen naar 12 dagen.
In een onderzoek uit 2005 werd de vorming en ontwikkeling van de bloedcellen van de salamanders bestudeerd in de Russische satelliet Foton-M2.
Uit een Amerikaans onderzoek bleek dat de afgesneden staart van exemplaren in de ruimte minder snel herstelde dan de op Aarde gebleven duplo's. Vermoed werd, dat het ontbreken van zwaartekracht de celdeling negatief beïnvloedt. Volgens NASA- onderzoeker Eduardo Almeida zou deze vertraging van weefselgenezing, indien bij mensen aangetoond, eerst moeten worden opgelost, voordat de mens zich in de ruimte zou kunnen vestigen. Later werd het onderzoek in twijfel getrokken omdat de onderzoekers een belangrijk natuurlijk principe niet hadden meegenomen in het onderzoek. De salamanders gebruiken hun staart als balans en als de zwaartekracht wegvalt is een kleinere staart geschikter, wat de kortere staart zou kunnen verklaren.